# Bäntorf
Bäntorf ist der kleinste Ortsteil im Flecken Coppenbrügge, gelegen im Landkreis Hameln-Pyrmont in Niedersachsen.

## Lage
Bäntorf liegt nordwestlich des Hauptortes Coppenbrügge im nördlichen Weserbergland am nördlichen Ausläufer des Ith.

## Geschichte

### Eingemeindungen
Am 1. Januar 1973 wurde Bäntorf in den Flecken Coppenbrügge eingegliedert.

### Einwohnerentwicklung
| Jahr      | 1910  | 1925  | 1933  | 1939  | 1950  |
| --------- | ----- | ----- | ----- | ----- | ----- |
| Einwohner | 140   | 148   | 132   | 149   | 300   |
| Quelle    | [ 4 ] | [ 5 ] | [ 5 ] | [ 5 ] | [ 1 ] |

## Politik
Ortsrat und Ortsbürgermeister
Der Ortsrat der Ortschaft Brünnighausen vertritt auf kommunaler Ebene die Coppenbrügger Ortsteile Bäntorf, Brünnighausen, Herkensen und Hohnsen.

### Wappen
| Wappen von Bäntorf | Blasonierung: „Auf Gold ein schwarzes doppeltes Hirschgeweih, belegt mit einem Herzschild, der auf Rot drei silberne Rosen 2:1 aufweist.“ |
| Wappen von Bäntorf | Die Landgemeinde Bäntorf im Landkreis Hameln-Pyrmont erhielt am 6. Oktober 1933 die offizielle Genehmigung zur Führung ihres Gemeindewappens durch das Preußische Staatsministerium. Die Genehmigungsurkunde wurde vom Preußischen Minister des Inneren in Vertretung unterzeichnet und trug das Aktenzeichen IV a II 728 II/33. Mit diesem Verwaltungsakt wurde der Gemeinde das Recht verliehen, das auf einer beigefügten Zeichnung dargestellte Wappen als offizielles Hoheitszeichen zu verwenden. |

## Kultur und Sehenswürdigkeiten
Bauwerke
- ev.-luth. Jakobikirche